# Jacques Villeret
Jacques Villeret (születési neve: Mohamed „Jacky” Boufroura; Loches, Indre-et-Loire, 1951. február 6. – Évreux, Franciaország, 2005. január 28.) kétszeres César-díjas francia színész.

## Élete és pályája
Mohamed Jacky Boufroura néven született 1951. február 6-án. Apja, Ahmed Boufroura algériai, míg anyja, Annette Bonin francia származású volt. Szülei elváltak, amikor kilenc hónapos volt. Anyja és második férje, Raymond Villeret nevelte fel; vezetéknevét nevelőapja után kapta, akiről csak később tudta meg, hogy nem édesszülője. Egy féltestvére volt, Ghislaine.
Színészi tanulmányai után először színházban játszott, többek között Molière darabjaiban, majd az 1970-es évek közepétől egyre inkább a moziban kamatoztatta tehetségét. Első filmszerepét 1973-ban játszotta, az R. A. S. című alkotásban. 1978-ban César-díjjal tüntették ki a Robert és Robert című filmben nyújtott alakításáért. Majd évekkel később, 1999-ben ismét elnyerte a Dilisek vacsorája című film egyik főszereplőjeként. Hatalmas közönségsikert aratott Louis de Funès partnereként az 1981-es Káposztalevesben, valamint Jean-Paul Belmondo mellett Az arany bűvöletében, illetve a Montreali bankrablás című filmekben. Játszott még Claude Lelouch sorozatában, az Egyesek és másokban, valamint Jean Becker filmjében, A láp gyermekeiben. Művészi munkásságának elismeréseképpen megkapta a francia Becsületrend lovagi fokozatát.
2005. január 28-án halt meg 53 éves korában. Váratlan halálát belső vérzés okozta: evreux-i házában lett rosszul vendégei között, a helyi kórházba szállították, de már nem tudtak rajta segíteni.

## Filmjei
- 1973: R.A.S.
- 1975: Dráma a tengerparton (Dupont Lajoie)
- 1976: A Teknős sziget hajótöröttjei (Les naufragés de l'île de la Tortue)
- 1977: Egy másik férfi és egy másik nő (Un autre homme, une autre chance)
- 1978: Robert és Robert (Robert et Robert)
- 1978: Egy lap a szerelemröl (Mon premier amour)
- 1979: Ketten (À nous deux)
- 1979: Ostoba, de fegyelmezett (Bête, mais discipliné)
- 1981: Malevil
- 1981: Egyesek és mások (Les uns et les autres)
- 1981: Káposztaleves (La soupe aux choux)
- 1983: Edith és Marcel (Édith et Marcel)
- 1983: A zsaru nem tágít (Circulez y a rien à voir!)
- 1983: Keresztneve Carmen (Prénom Carmen)
- 1983: Papi, a hős (Papy fait de la résistance)
- 1983: Főúr! (Garçon!)
- 1983: El az útból, nincs semmi látnivaló! (Circulez y'a rien à voir)
- 1984: Az arany bűvöletében (Les Morfalous)
- 1985: Montreáli bankrablás (Hold-Up)
- 1986: Fejedelmi esküvő kis átveréssel (La galette du roi)
- 1986: Fekete perpatvar (Black Mic Mac)
- 1987: Utolsó nyár Tangerben (Dernier été à Tanger)
- 1987: Egy kissé meredek nyár (L'été en pente douce)
- 1987: Vigyázz jobbról (Soigne ta droite)
- 1988: Szögevő (Mangeclous)
- 1988: Az én kis barátnőm (La petite amie)
- 1990: Trois années
- 1991: Egy szívesség, egy óra és egy nagyon nagy hal (The Favour, the Watch and the Very Big Fish)
- 1998: Mookie, a beszélő majom (Mookie)
- 1998: Dilisek vacsorája (Le Dîner de cons)
- 1999: A lápvidék gyermekei (Les enfants du marais)
- 2000: Színészek (Les acteurs)
- 2001: Bűntény a Paradicsomban (Un Crime au paradis)
- 2003: Bohóctörténet (Effroyables jardins)
- 2004: Malabar hercegnője (Malabar Princess)
- 2004: Viperát markolva (Vipère au poing)
- 2005: Iznogoud
- 2005: Az ellenszer (L'Antidote)
- 2005: Fakó lelkek (Les âmes grises)
- 2005: Bankapók a pácban (Les parrains)

## Fordítás
Ez a szócikk részben vagy egészben  a   Jacques Villeret című francia Wikipédia-szócikk fordításán alapul.  Az eredeti cikk szerkesztőit annak laptörténete sorolja fel. Ez a jelzés csupán a megfogalmazás eredetét és a szerzői jogokat jelzi, nem szolgál a cikkben szereplő információk forrásmegjelöléseként.